# Alicja Nowińska
Alicja Nowińska, de domo Thiele (ur. 31 marca 1853 we Wronowie, zm. 8 września 1908 w Berlinie) – plastyczka, malarka, właścicielka szkoły sztuki stosowanej dla kobiet.

## Życiorys
Alicja Nowińska z Thielów urodziła się 31 marca 1835 we Wronowie w powiecie krotoszyńskim. Jej ojcem był Robert Thiele, właściciel ziemski, a matką – Matylda z Siperlińskich-Dudley.
Wyszła za mąż za lekarza miejskiego w Ozorkowie koło Łęczycy, Napoleona Nowińskiego, który zmarł 7 maja 1883 w Warszawie w wieku 34 lat. Prawdopodobnie dopiero po jego śmierci Nowińska poświęciła się malarstwu oraz pedagogice.
W 1892 otwarła przy swojej pracowni (w domu Seidla przy ulicy Senatorskiej 36) szkołę artystyczną dla kobiet. Uczyła w niej malarstwa czystego i stosowanego, rysunku kredą, węglem oraz pastelem, a także studiów żywych modeli. W szkole uczono też kopiowania obrazów szkoły holenderskiej, a także malowania na różnych materiałach: drewnie, marmurze czy szkle oraz wypalania (snycerstwa szwedzkiego). W budynku szkoły organizowane były pokazy prac uczennic. Natomiast swoje gobeliny Nowińska wystawiała w dziale sztuki stosowanej w Salonie Artystycznym w Warszawie oraz w Salonie Krywulta (np. w 1894 kompozycję malarską naśladującą gobelin pt. Z. Tannahäusera, w 1895 kompozycję Wenecjanka, w 1896 Sielankę).
Wykonany przez nią stolik z zydlami wypalanymi i emaliowanymi cieszył się uznaniem na wystawie pod tytułem „Praca Kobiet” w Warszawie w 1897. Na tej samej wystawie jej gobelin Les feux follets otrzymał pierwszą nagrodę w dziale gobelinów. Jej kompozycje były reprodukowane w „Tygodniku Ilustrowanym” oraz w poznańskim tygodniku „Praca”.
W 1902 szkoła została przeniesiona z Warszawy do Łodzi. Nowińska zmarła na raka w szpitalu świętej Elżbiety w Berlinie 8 września 1908. Pochowano ją na cmentarzu katolickim Matthias-Friedhof w dzielnicy Tempelhof w Berlinie. Jej grób się nie zachował.